# Escobedo (Tabasco)
Escobedo es una localidad del municipio de Huimanguillo ubicado en la subregión de la Chontalpa del estado mexicano de Tabasco.

## Geografía
La localidad de Escobedo se sitúa en las coordenadas geográficas 17°36′47″N 93°38′30″O / 17.61295, -93.64166, a una elevación de 68 metros sobre el nivel del mar.

## Demografía
Según el Conteo de Población y Vivienda 2020, efectuado por el Instituto Nacional de Estadística y Geografía, la localidad de Escobedo tiene 67 habitantes, de los cuales 32 son del sexo masculino y 35 del sexo femenino. Su tasa de fecundidad es de 2.72 hijos por mujer y tiene 14 viviendas particulares habitadas.